# سیارک ۳۰۳۳
سیارک ۳۰۳۳ (به انگلیسی: 3033 Holbaek، نامگذاری:1984EJ) سه هزار و سی و سومین سیارک کشف شده‌است که در ۵ مارس ۱۹۸۴ کشف شد.
قدر مطلق سیارک برابر ۱۳٫۰۰ است.